# Just Supposin'
《Just Supposin'》은 영국의 하드 록 밴드 스테이터스 쿠오의 열세 번째 스튜디오 음반이다. 밴드와 존 이든이 공동 프로듀싱한 이 곡은 아일랜드 더블린의 윈드밀 레인 스튜디오에서 녹음되었다. 1980년 10월 17일에 발매된 이 음반은 영국 음반 차트에서 4위에 올랐다.

## 배경
같은 해 싱글 〈What You're Proposing〉과 더블 A-사이드 〈Lies〉/〈Don't Drive My Car〉가 발매되었다. 1981년 말, 다른 트랙의 편집된 버전인 〈Rock 'n' Roll〉은 스테이터스 쿠오의 후속 음반 《Never Too Late》 발매 이후 싱글로 등장했다. 《Never Too Late》를 위한 충분한 자료가 포함된 다작의 녹음 세션이었고, 겨우 5개월 후에 발매되었다.
〈Over the Edge〉는 베이시스트 앨런 랭커스터와 영국의 밴드 더 케이스, 슬리피 토크, 미스터 토드의 리드 싱어이자 호주의 성공적인 글램 록 밴드 허시의 설립자이자 리드 싱어인 키스 램이 공동 작사, 작곡했다.
커버 아트는 UGM-84 하푼 잠수함 미사일의 발사 단계를 특징으로 한다.

## 평가
| 전문가 평가 | 전문가 평가 |
| 평가 점수   | 평가 점수   |
| 출처        | 점수        |
| ----------- | ----------- |
| AllMusic    | [ 1 ]       |

그들의 회고적인 리뷰에서 올뮤직은 음반의 노래 세트를 대부분 칭찬하며 "그들은 기대했던 부기를 올해의 가장 유행하는 패션 가이드에서 바로 나온 새로운 웨이브 기괴함과 결혼시켰고, 어쨌든 대부분의 경우에도 효과가 있다"라고 언급했다.

## 곡 목록
| #  | 제목                      | 작사·작곡                    | 재생 시간 |
| -- | ------------------------- | ---------------------------- | --------- |
| 1. | 〈What You're Proposing〉 | 프랜시스 로시, 버니 프로스트 | 4:18      |
| 2. | 〈Run to Mummy〉          | 로시, 앤디 본                | 3:12      |
| 3. | 〈Don't Drive My Car〉    | 릭 파핏, 본                  | 4:32      |
| 4. | 〈Lies〉                  | 로시, 프로스트               | 3:56      |
| 5. | 〈Over the Edge〉         | 앨런 랭커스터, 키스 램       | 4:33      |

| #  | 제목                 | 작사·작곡          | 재생 시간 |
| -- | -------------------- | ------------------ | --------- |
| 1. | 〈The Wild Ones〉    | 랭커스터           | 4:02      |
| 2. | 〈Name of the Game〉 | 로시, 랭커스터, 본 | 4:29      |
| 3. | 〈Coming and Going〉 | 파핏, 밥 영        | 6:21      |
| 4. | 〈Rock 'n' Roll〉    | 로시, 프로스트     | 5:23      |

## 인증
| 국가                                                  | 인증 | 판매량/출하량 |
| ----------------------------------------------------- | ---- | ------------- |
| 프랑스 (SNEP)                                         | 골드 | 100,000*      |
| 스페인 (PROMUSICAE)                                   | 골드 | 50,000^       |
| 스위스 (IFPI 스위스)                                  | 골드 | 25,000^       |
| 영국 (BPI)                                            | 골드 | 100,000^      |
| *판매량을 기반으로 한 인증 ^출하량을 기반으로 한 인증 |      |               |